# 全愛爾蘭男子足球錦標賽
全愛爾蘭男子足球錦標賽（All-Ireland Senior Football Championship），又可簡稱全愛賽或全愛足球賽，是一項蓋爾式足球賽事，也是該項運動層級最高且規模最大的比賽，自1887年開打至今，一年一度，約在每年的5月到9月間舉行。
全愛爾蘭男子足球錦標賽由各郡（愛爾蘭的二級行政區）屬的蓋爾式足球體育會參加，通過各省（一級行政區）省賽決定大會種子排名；另外通常會邀請倫敦和紐約各組一隊參賽，在省賽中加入其中一省（目前是納入康那科特省）；目前總計參賽隊伍有32隊。決賽現行都在愛爾蘭最大的柯羅克公園體育場（Croke Park）舉行，最後的贏家將奪得薩謬爾·馬奎爾獎盃（Sam Mcguire Cup）。

## 賽制
全愛會內賽全部採單淘汰制。各輪的參賽隊伍將由各省省賽的排名決定。
- 第一輪：各省省賽未能進入四強的隊伍，總計16隊；8場對戰。
- 第二輪：各省省賽四強賽落敗的8支隊伍，對決第一輪獲勝的8支隊伍；共8場對戰。
- 第三輪：第二輪獲勝的8隊，相互交手；4場對戰。
- 第四輪：各省亞軍（4隊），出戰全愛賽第三輪獲勝者；4場對戰。
- 八強：各省冠軍，迎戰第四輪獲勝4隊；4場。
- 四強：八強獲勝者對決。
- 決賽：四強獲勝者對決。

## 參賽隊伍

浅色（仅参与足球）及中等明亮（既参与足球又参与板棍球）的色块為全愛爾蘭足球賽事的參賽郡（不含海外球隊）

## 歷年冠軍
| 冠軍數量 | 隊伍                       |
| -------- | -------------------------- |
| 36       | 凱瑞                       |
| 24       | 都柏林                     |
| 9        | 加爾維                     |
| 7        | 科克、米斯                 |
| 5        | 卡文、維斯福、唐恩         |
| 4        | 基爾岱、第柏萊瑞           |
| 3        | 梅奧、奧發雷、勞斯、泰倫   |
| 2        | 羅斯康蒙、唐那蓋、李莫里克 |
| 1        | 阿馬戈、德里               |

從未獲得冠軍的隊伍：
- 愛爾蘭隊伍：安特林、卡羅、克萊爾、費曼那戈、基爾肯尼（1983年起退賽）、李斯、萊特林、郎福德、蒙那漢、斯萊哥、華特福德、威斯特米斯、威克羅
- 海外隊伍：倫敦、紐約

## 外部連結
- 全愛爾蘭男子足球錦標賽決賽紀錄
- 2012年全愛爾蘭男子足球錦標賽排名 （页面存档备份，存于）